# 246ª Squadriglia
La 246ª Squadriglia fu un reparto attivo nella Regia Aeronautica (Seconda guerra mondiale).

## Storia

### Seconda guerra mondiale
Nell'ambito del Corpo di spedizione italiano in Russia la 246ª Squadriglia da Trasporto, comandata dal Capitano Nicola Fattibene, nasce a Donec'k dove il 25 novembre 1941 arrivarono 6 Savoia Marchetti S.M.81 dall'Italia, passando dall'Aeroporto di Bucarest-Henri Coandă.
All'inizio del 1943 ripiegano sull'aeroporto di Odessa dove rimasero fino al marzo successivo quando rientrano in Italia.